# Steve Wynn
Stephen Alan Wynn, född Weinberg, 27 januari 1942 i New Haven, Connecticut, USA, är en inflytelserik kasinoägare, byggherre och miljardär i Las Vegas. Han är känd för att under 1990-talet utvecklat och byggt superkasinohotellen The Bellagio, The Mirage och Treasure Island. På så sätt har Wynn spelat en avgörande roll för expansionen av Las Vegas Strip, vars golfbanor ersattes av familjeinriktade upplevelseindustrier i form av lyxiga kasinohotell. På Forbes lista över världens rikaste personer återfinns han på plats 503 (2013) med en förmögenhet på 2,8 miljarder dollar.
Han äger superyachten Aquarius.

## Tidigt liv
Wynn föddes, i en judisk familj, som Stephen Alan Weinberg i New Haven, Connecticut. Hans far Michael, som drev ett antal bingoställen i östra USA, bytte 1936 familjenamn från Weinberg till Wynn, för att undvika antisemitism. Wynn växte upp i Utica, New York och tog studenten på den privata pojkskolan Manlius Pebble Hill 1959. Fadern Michael "Mickey" Wynn var en hängiven spelare och var inte hemma särskilt mycket med familjen, men tog 1953 med den 11-årige Steve på en resa till Las Vegas, dit fadern drömde om att utvidga bingoverksamheten. Steve bländandes av den tidens Las Vegas där "Stetsonhattar minglade med silkeskostymer". Wynn studerade senare kulturantropologi och engelsk litteraturvetenskap vid University of Pennsylvania.  1963 dog hans far i sviterna av en hjärtoperation i Minneapolis, och efterlämnade en spelskuld på 200 000 dollar, kort före att Wynn tog sin examen med en fil. kand. i litteraturvetenskap.